# Élections législatives bas-canadiennes de 1824
Les élections législatives bas-canadiennes de 1824 se sont déroulées du 10 juillet 1824 au 28 août 1824 au Bas-Canada afin d'élire les députés de la 12e législature de la Chambre d'assemblée. 

## Chronologie
- 6 juillet 1824 : Proclamation annonçant les élections générales.
- 10 juillet 1824 : Émission des brefs.
- 28 août 1824 : Retour des brefs.
- 8 janvier 1825 : Ouverture de la 1re session de la 12e législature par le lieutenant-gouverneur et administrateur Francis Nathaniel Burton.

## Résultats
| Canadiens | Bureaucrates | Non affiliés |
| 39 sièges | 6 sièges     | 5 sièges     |

### Résultats par district électoral
- Bedford : René Hertel de Rouville
- Buckingham n° 1 : Jean-Baptiste Proulx
- Buckingham n° 2 : Louis Bourdages
- Cornwallis n° 1 : Joseph Le Vasseur Borgia
- Cornwallis n° 2 : Joseph Robitaille
- Devon n° 1 : Jean-Baptiste Fortin
- Devon n° 2 : Joseph-François Couillard-Després
- Dorchester n° 1 : John Davidson
- Dorchester n° 2 : Louis Lagueux
- Effingham n° 1 : Joseph-Ovide Turgeon
- Effingham n° 2 : Casimir-Amable Testard de Montigny
- Gaspé : Jean-Thomas Taschereau
- Hampshire n° 1 : John Cannon
- Hampshire n° 2 : François Drolet
- Hertford n° 1 : François Blanchet
- Hertford n° 2 : Nicolas Boissonnault
- Huntingdon n° 1 : Jean-Moïse Raymond
- Huntingdon n° 2 : Austin Cuvillier
- Kent n° 1 : Frédéric-Auguste Quesnel
- Kent n° 2 : Denis-Benjamin Viger
- Leinster n° 1 : Charles Courteau
- Leinster n° 2 : Jean-Marie Rochon
- Comté de Montréal n° 1 : Joseph Valois
- Comté de Montréal n° 2 : Joseph Perrault
- Montréal-Est n° 1 : Hugues Heney
- Montréal-Est n° 2 : James Leslie
- Montréal-Ouest n° 1 : Louis-Joseph Papineau
- Montréal-Ouest n° 2 : Pierre de Rastel de Rocheblave
- Northumberland n° 1 : John Fraser
- Northumberland n° 2 : Marc-Pascal de Sales Laterrière
- Orléans : François Quirouet
- Comté de Québec n° 1 : Michel Clouet
- Comté de Québec n° 2 : John Neilson
- Basse-ville de Québec n° 1 : Jean Bélanger
- Basse-ville de Québec n° 2 : Thomas Ainslie Young
- Haute-ville de Québec n° 1 : Andrew Stuart
- Haute-ville de Québec n° 2 : Joseph-Rémi Vallières
- Richelieu n° 1 : François-Roch de Saint-Ours
- Richelieu n° 2  : Jean Dessaulles
- Saint-Maurice n° 1 : Pierre Bureau
- Saint-Maurice n° 2 : Charles Caron
- Surrey n° 1 : Pierre Amiot
- Surrey n° 2 : Aignan-Aimé Massue
- Trois-Rivières n° 1 : Étienne Ranvoyzé
- Trois-Rivières n° 2 : Amable Berthelot
- Warwick n° 1 : Louis-Marie-Raphaël Barbier
- Warwick n° 2 : Jacques Deligny
- William-Henry : Norman Fitzgerald Uniacke
- York n° 1 : Nicolas-Eustache Lambert Dumont
- York n° 2 : John Simpson

## Sources
- Section historique du site de l'Assemblée nationale du Québec